# 北区立袋小学校
北区立袋小学校（きたくりつ ふくろしょうがっこう）は、東京都北区赤羽北2丁目に所在する公立小学校。

## 概要
北区教育委員会の「学校適正設置」の一環として、2002年4月に「北区立北園小学校」と「北区立袋小学校」を統合し、開校した。

## 沿革

### 略歴
北区立北園小学校および北区立袋小学校の統合により開校した。

### 年表
- 2002年4月1日- 開校

## 主な出身者
- 西村博之 - 2ちゃんねる開設者。